# ジェームズ・ホーナー
ジェームズ・ホーナー（James Horner、1953年8月14日 - 2015年6月22日）は、アメリカ合衆国の映画音楽作曲家である。

## 来歴
カリフォルニア州・ロサンゼルス出身。ユダヤ系チェコ人の家庭に生まれ、英国王立音楽アカデミーにおいてジェルジ・リゲティの元で作曲を学び、その後南カリフォルニア大学にて学士号を習得した。UCLAの大学院に進み、修士号を取得した後、同大学で教鞭をとっていたが、ロジャー・コーマンに見出され『ジュラシック・ジョーズ』、『赤いドレスの女』、『モンスター・パニック』、『宇宙の7人』で作曲を手がけた。やはりコーマンの下で働いていたジェームズ・キャメロンとは『エイリアン2』、『タイタニック』、『アバター』で組む事になる。ロン・ハワードと組むことが多かった。
UCLAで音楽理論を教えていた強みからか、シンフォニックなものから『コクーン』や『ニューヨーク東8番街の奇跡』のジャズ風のものまで幅広いスタイルを駆使するが、自身の過去の作品やクラシック音楽といった既成曲との類似を指摘される事が多々ある。代表的なものは『ミクロキッズ』とニーノ・ロータ作曲の『アマルコルド』（ロータの遺族に権利金が支払われた）、『アメリカ物語2/ファイベル西へ行く』とレナード・バーンスタイン作曲の『ウエストサイド物語』（似過ぎているという理由で書き直しを要求された）、『ウィロー』とシューマンの「ライン」、『エイリアン2』や『今そこにある危機』とハチャトゥリアンの『ガイーヌ』のアダージョなどである。
2015年6月22日、自身で操縦していた飛行機がカリフォルニア州にあるロス・パドレス国立森林公園内に墜落。損傷の激しい身元不明の遺体が見つかったが、アシスタントによってジェームズ本人であることが確認された。61歳没。

## 受賞歴
- アカデミー賞
  - 第70回アカデミー賞（1997年度）
    - 歌曲賞 - 「マイ・ハート・ウィル・ゴー・オン」（『タイタニック』より）
    - 作曲賞（劇映画音楽部門） - 『タイタニック』
- ゴールデングローブ賞
  - 第55回ゴールデングローブ賞（1997年度）
    - 作曲賞 - 「マイ・ハート・ウィル・ゴー・オン」（『タイタニック』より）
    - 主題歌賞 - 『タイタニック』
- サテライト賞
  - 第2回ゴールデン・サテライト賞（1997年度）
    - 作曲賞 - 『タイタニック』
    - 主題歌賞 - 「マイ・ハート・ウィル・ゴー・オン」（『タイタニック』より）

  - 第6回ゴールデン・サテライト賞（2001年度）
    - 主題歌賞 - 「オール・ラヴ・キャン・ビー 〜 奇跡の愛」（『ビューティフル・マインド』より、Will Jenningsと共同受賞）
- シカゴ映画批評家協会
  - 第10回シカゴ映画批評家協会（1997年度） 作曲賞 - 『タイタニック』
- サターン賞
  - 第11回サターン賞（1983年度） 音楽賞 - 『ブレインストーム』
  - 第27回サターン賞（2000年度） 音楽賞 - 『グリンチ』
  - 第36回サターン賞（2009年度） 音楽賞 - 『アバター』

## 手がけた作品
- 宇宙の7人 Battle Beyond the Stars（1980）
- ウルフェン Wolfen（1981）
- インキュバス 死霊の祝福 Deadly Blessing（1981）
- スタートレックII カーンの逆襲 Star Trek: The Wrath of Khan（1982）
- 48時間 48 Hrs.（1982）
- 銀河伝説クルール Krull（1983）
- 地獄の7人 Uncommon Valor（1983）
- ブレインストーム Brainstorm（1983）
- ドレッサー The Dresser（1983）
- ゴーリキー・パーク Gorky Park（1983）
- スタートレックIII ミスター・スポックを探せ! Star Trek III: The Search for Spock（1984）
- コクーン Cocoon（1985）
- コマンドー Commando（1985）
- 野獣女戦士アマゾネスクイーン　Barbarian Queen（1985年）
- 薔薇の名前 Der Name der Rose（1986）
- エイリアン2 Aliens（1986）（アカデミー作曲賞ノミネート）
- アメリカ物語 An American Tail（1986）（グラミー賞受賞）
- ニューヨーク東8番街の奇跡 *batteries not included（1987）
- レッドブル Red Heat（1988）
- ウィロー Willow（1988）
- コクーン2/遥かなる地球 Cocoon: The Return（1988）
- フィールド・オブ・ドリームス Field of Dreams（1989）（アカデミー作曲賞ノミネート）
- ミクロキッズ Honey, I Shrunk the Kids（1989）
- 晩秋 Dad（1989）
- グローリー Glory（1989）
- 殺したいほどアイ・ラブ・ユー I Love You to Death（1990）
- 48時間PART2/帰って来たふたり Another 48 Hrs.（1990）
- アメリカ物語2/ファイベル西へ行く An American Tail: Fievel Goes West（1991）
- ロケッティア The Rocketeer（1991）
- パトリオット・ゲーム Patriot Games（1992）
- 不法侵入 Unlawful Entry（1992）
- スニーカーズ Sneakers（1992）
- みんな愛してる Jack the Bear（1992）
- サンダーハート Thunderheart（1992）
- スウィング・キッズ Swing Kids（1993）
- 心の扉 House of Cards（1993）
- ボビー・フィッシャーを探して Searching for Bobby Fischer（1993）
- 顔のない天使 The Man Without a Face（1993）
- ペリカン文書 The Pelican Brief（1993）
- 今そこにある危機 Clear and Present Danger（1994）
- レジェンド・オブ・フォール/果てしなき想い Legends of the Fall（1994）
- ページマスター The Pagemaster（1994）
- ブレイブハート Braveheart（1995）（アカデミー作曲賞ノミネート）
- キャスパー Casper（1995）
- アポロ13 Apollo 13（1995）（アカデミー作曲賞ノミネート）
- ジュマンジ Jumanji（1995）
- バルト Balto（1995）
- この森で、天使はバスを降りた The Spitfire Grill（1996）
- 戦火の勇気 Courage Under Fire（1996）
- 身代金 Ransom（1996）
- デビル The Devil's Own（1997）
- タイタニック Titanic（1997）（アカデミー作曲賞受賞）
- ディープ・インパクト Deep Impact（1998）
- マスク・オブ・ゾロ The Mask of Zorro（1998）
- マイティ・ジョー Mighty Joe Young（1998）
- アンドリューNDR114 Bicentennial Man（1999）
- パーフェクト ストーム The Perfect Storm（2000）
- グリンチ How the Grinch Stole Christmas（2000）
- スターリングラード Enemy at the Gates（2000）
- ビューティフル・マインド　A Beautiful Mind（2001）（アカデミー作曲賞ノミネート）
- アイリス Iris（2001）
- ウインドトーカーズ Windtalkers（2002）
- サハラに舞う羽根 The Four Feathers（2002）
- ミッシング The Missing（2003）
- 砂と霧の家 House of Sand and Fog（2003）（アカデミー作曲賞ノミネート）
- トロイ Troy（2004）
- フォーガットン The Forgotton（2004）
- フライトプラン Flightplan（2005）
- レジェンド・オブ・ゾロ The Legend of Zorro（2005）
- ニュー・ワールド The New World（2005）
- オール・ザ・キングスメン All the King's Men（2006）
- アポカリプト Apocalypto（2006）
- スパイダーウィックの謎 The Spiderwick Chronicles（2008）
- ダイアナの選択 The Life Before Her Eyes（2008）
- 縞模様のパジャマの少年 The Boy in the Striped Pyjamas（2008）
- アバター Avatar（2009）（アカデミー作曲賞ノミネート）
- ベスト・キッド The Karate Kid（2010）
- アメイジング・スパイダーマン The Amazing Spider-Man（2012）
- サウスポー Southpaw（2015）
- チリ33人 希望の軌跡 The 33（2015）
- マグニフィセント・セブン The Magnificent Seven（2016）